# Gawłuszowice (gemeente)

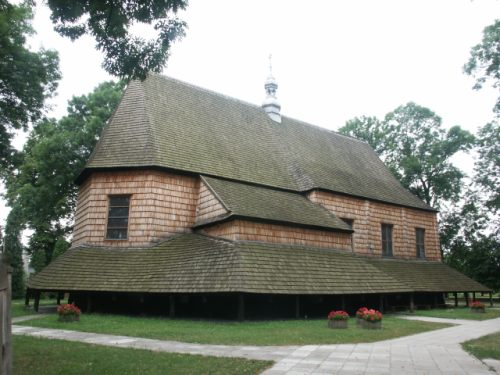
Kerk

De gemeente Gawłuszowice is een landgemeente in woiwodschap Subkarpaten, in powiat Mielecki.
De zetel van de gemeente is in Gawłuszowice.
Op 30 juni 2004 telde de gemeente 2874 inwoners.

## Oppervlaktegegevens
In 2002 bedroeg de totale oppervlakte van gemeente Gawłuszowice 33,79 km², waarvan:
- agrarisch gebied: 82%
- bossen: 3%

De gemeente beslaat 3,84% van de totale oppervlakte van de powiat.

## Demografie
Stand op 30 juni 2004:
| Omschrijving                   | Totaal | Totaal | Vrouwen | Vrouwen | Mannen | Mannen |
| ------------------------------ | ------ | ------ | ------- | ------- | ------ | ------ |
| eenheid                        | aantal | %      | aantal  | %       | aantal | %      |
| inwoners                       | 2874   | 100    | 1443    | 50,2    | 1431   | 49,8   |
| bevolkingsdichtheid (inw./km²) | 85,1   | 85,1   | 42,7    | 42,7    | 42,3   | 42,3   |

In 2002 bedroeg het gemiddelde inkomen per inwoner 1437,22 zł.

## Plaatsen
- Gawłuszowice 700 inwoners
- Ostrówek 150
- Kliszów 800
- Młodochów 220
- Brzyście 250
- Krzemienica 480
- Wola Zdakowska 600

## Leiders (sołtys) van de plaatsen
- Gawłuszowice: Tymuła Janusz
- Ostrowek: Płachta Jerzy
- Kliszów: Danuta Baran
- Młodochów: Kazimierz Perc
- Brzyście: Marian Kurdziel
- Krzemienica: Edward Muciek
- Wola Zdakowska : Władysław Nowak

## Aangrenzende gemeenten
Borowa, Mielec, Osiek, Padew Narodowa, Połaniec, Tuszów Narodowy